# Teneguía
Il Teneguía è un cono vulcanico facente parte del complesso vulcanico del Cumbre Vieja situato nell'isola de La Palma (nel gruppo delle Canarie), con un'altitudine di 439 metri sul livello del mare. Il suo nome proviene da una vicina formazione rocciosa che contiene incisioni rupestri di origine auarita il cui nome deriverebbe da Tiniguiga (ti-n-egiga), ‘vapore (caldo) o fumo’.

## Storia
La formazione del vulcano Teneguia si produce nell'anno 1971. Prima che entrasse in eruzione si erano verificati terremoti la cui intensità andava in aumento, fenomeno che aveva allarmato gli abitanti di Fuencaliente della Palma. L'eruzione è cominciata il 26 ottobre del 1971 ed è durata fino al 18 novembre del 1971. È stata un'eruzione relativamente lunga, la seconda più lunga nella storia documentata delle Canarie, dopo quella che durò 6 anni, tra il 1730 e il 1736, in quello che oggi è il Parco nazionale di Timanfaya a Lanzarote. 
Il vulcano ha prodotto danni materiali alle coltivazioni di vite della zona e ha distrutto una spiaggia, anche se in seguito le sue colate ne hanno formata un'altra. Non ha colpito le zone abitate e grazie alla vicinanza della costa la lava riversata in mare, solidificandosi, ha fatto crescere un po' la dimensione dell'isola.
Il vulcano si trasformò in un'attrazione turistica, e numerosi voli charter e voli speciali furono programmati per coprire la domanda di voli dei turisti che volevano vedere l'eruzione. Fu anche un punto importante di attenzione e studio per gli scienziati dell'epoca.